# Canton d'Avignon-Nord
Pour les articles homonymes, voir Avignon (homonymie).
Le canton d'Avignon-Nord est une ancienne division administrative française du département de Vaucluse, en région Provence-Alpes-Côte d'Azur.

## Histoire
Le canton, créé en 1973, est supprimé par le décret du 28 février 2014 qui entre en vigueur à l'issue des élections départementales de mars 2015.

## Composition
| Nom                 | Code Insee | Intercommunalité | Population (dernière pop. légale)               |
| ------------------- | ---------- | ---------------- | ----------------------------------------------- |
| Avignon (chef-lieu) | 84007      | CA Grand Avignon | Fraction : 18 227(2012) Commune : 92 209 (2014) |
| Le Pontet           | 84092      | CA Grand Avignon | 17 476 (2014)                                   |

(1) fraction de commune.

## Représentation

### Conseillers généraux de 1833 à 2015
| Période               | Identité                                | Parti                    | Qualité |
| --------------------- | --------------------------------------- | ------------------------ | --- |
| 1833-1836             | Charles Soullier (Père)                 |                          | Maire d'Avignon (1820-1826) |
| 1836-1848             | Eugène Poncet                           | Centre ministériel       | Négociant à Avignon Député (1837-1840) Maire d'Avignon (1843-1847)                                                                                               |
| 1848-1852             | Frédéric Granier                        | Conservateur             | Commerçant en soieries Maire d'Avignon (1848) Député (1849-1851) Sénateur (1876-1882) Propriétaire du château de Fontgayarde à Sorgues                           |
| 1852-1858             | Eugène Poncet                           | Centre ministériel       | Négociant à Avignon Député (1837-1840) Maire d'Avignon (1843-1847 et 1851-1853)                                                                                  |
| 1858-1867             | Charles Guillaume Jacques Thomas (Aîné) |                          | Manufacturier |
| 1867-1870             | Honoré Brun                             |                          | Horloger |
| 1870-1871             | M. Bouvier M. Lallement M. Quioc        |                          | Membres de la Commission départementale |
| 1871-1874             | Aristide Alphandéry                     |                          | Floriculteur |
| 1874-1877             | Paul Poncet                             | Républicain              | Maire d'Avignon (1865-1870, 1871-1874 et 1884-1888) |
| 1877-1883             | Frédéric Granier, dit Patrouille        | Bonapartiste             | Commerçant en soieries, savant philologue Maire d'Avignon (1848) Député (1849-1851) Sénateur (1876-1882) Propriétaire du château de Fontgayarde à Sorgues        |
| 1883-1895             | Pierre-Eugène Raveau                    | Républicain opportuniste | Suppléant du juge de paix |
| 1895-1903 (démission) | Alexandre Garde                         | Rad.                     | Adjoint au Maire d'Avignon |
| 1903-1907             | César Reynaud (aîné)                    | Républicain              | Propriétaire à Avignon |
| 1907-1910             | Victor Bouvier                          | Rad.                     | Adjoint au maire d'Avignon |
| 1910-1923 (démission) | Paul Chabas                             | Rad.                     | Représentant de manufacture à Avignon |
| 1923-1940             | Louis-Emile Garnier                     | Rad.                     | Docteur en médecine à Avignon |
| 1945-1949             | Paul Rouvier (1884-1972)                | SFIO                     | Représentant de commerce Maire d'Avignon (1947-1948) |
| 1949-1955             | Dr Henri Mazo                           | RPF puis RS              | Expert fiscal Maire d'Avignon (1947-1949) Député (1958-1962) |
| 1955-1961             | Édouard Daladier                        | Rad.                     | Professeur Député (1919-1940 et 1946-1958) Ministre (1924-1932) Président du Conseil (1933, 1934 et 1938-1940) Maire d'Avignon (1953-1958)                       |
| 1961-1973             | Henri Duffaut                           | SFIO puis PS             | Inspecteur des contributions directes Député (1962-1968 et 1973-1977), Sénateur (1977-1986) Maire d'Avignon (1958-1983) Elu en 1973 dans le Canton d'Avignon-Est |
| 1973-2001             | Régis Deroudilhe                        | DVD                      | Maire du Pontet (1959-1994) Président du Conseil Général (1992-1998)                                                                                             |
| 2001-2008             | Christian Bouillot                      | RPF puis UMP             | Radiologue Premier adjoint au maire d’Avignon |
| 2008-2015             | Claude Toutain                          | UMP                      | Médecin généraliste Conseiller municipal (Ancien Adjoint au maire) du Pontet                                                                                     |

### Conseillers d'arrondissement (de 1833 à 1940)
Le canton d'Avignon Nord avait deux conseillers d'arrondissement.
| Période                                  | Période | Identité                                   | Étiquette    | Qualité |
| ---------------------------------------- | ------- | ------------------------------------------ | ------------ | --- |
| 1833                                     |         | François Bonet Agricol Clément (1773-1853) |              | Chirurgien en chef de l'hôpital civil et militaire d'Avignon                                                |
| 1833                                     |         | Agricol Xavier Casimir Verger (1780-1860)  |              | Avocat et avoué à Avignon                                                                                   |
|                                          |         |                                            |              | |
| 1877                                     |         | M. Niel                                    | Conservateur | |
| 1877                                     |         | M. Villars                                 | Conservateur | |
| 1889                                     |         | M. Fournier                                |              | |
| 1895                                     | 1913    | Alexandre Dibon                            |              | Négociant, adjoint au maire d'Avignon                                                                       |
| 1913                                     |         | M. Héraud                                  |              | |
| 1919                                     |         | Gustave Goutarel                           |              | Industriel au Pontet                                                                                        |
|                                          |         |                                            |              | |
| 1919                                     | 1940    | François Font                              | Radical      | Négociant, Président du Conseil d'arrondissement                                                            |
| 1928                                     | 1940    | Henri Requin                               | Radical      | Président du syndicat des producteurs de raisin de table, Montfavet                                         |
| 1940                                     |         |                                            |              | Les conseils d'arrondissement ont été suspendus par la loi du 12 octobre 1940 et n'ont jamais été réactivés |
| Les données manquantes sont à compléter. |         |                                            |              | |

### Juges de paix
- 1951-1955 : Joseph Armogathe[5]